# Immer Ärger mit Hochwürden
Immer Ärger mit Hochwürden ist eine deutsche Filmkomödie von Harald Vock aus dem Jahr 1972. Sie bildet eine in sich geschlossene Fortsetzung zum Film Hochwürden drückt ein Auge zu, der im Jahr 1971 erschienen war.

## Inhalt
Pfarrer Himmelreich und Thomas Springer liegen im Streit: Nachdem ein Beamter festgestellt hat, dass eine Insel im Wörthersee der Gemeinde gehört, will die das Stück Land verkaufen. Himmelreich plant auf der Insel ein Waisenhaus zu errichten, während Springer ein Touristenzentrum erbauen will. Da die Bürgermeisterwahl kurz bevorsteht, weigert sich der amtierende Bürgermeister, eine Entscheidung zwischen beiden Plänen zu treffen, und verschiebt diese auf die Zeit nach der Wahl. Für Springer und Himmelreich steht fest, dass nun beide selbst für den Posten kandidieren werden.
Springer beginnt, die kleine Stadt mit Wahlplakaten zuzuhängen, während Himmelreich mit deutlich kleinerem Budget da nicht mithalten kann. Kleineren Scharmützeln wie dem Bemalen von Springers Plakaten folgen größere Aktionen; so erfahren Springer und Himmelreich unabhängig voneinander, dass der jeweils andere vom Ministerpräsidenten zu einer Besprechung eingeladen wurde. Springer verkleidet sich als Himmelreich und Himmelreich als Springer – beide erscheinen zugleich beim Ministerpräsidenten und präsentieren den jeweils anderen im schlechtmöglichsten Licht. Das ungebührliche Auftreten des Pfarrers wird dem Bischof mitgeteilt, der sich sofort selbst ein Bild von der Lage machen will. Unterdessen bekriegen sich Himmelreich und Springer weiter: Himmelreich sabotiert Springer die Einweihung eines Sessellifts, bei der der Oberregierungsrat Puncher zu Schaden kommt, und Springer sabotiert wiederum Himmelreichs Einweihung einer neuen Autobahnstrecke.
Der Bischof reist kurz vor der Bürgermeisterwahl im Ort an und überzeugt Himmelreich, seine Wahl aufzugeben. Widerstrebend gibt der nach und die Bürger sind enttäuscht. Himmelreich erfährt jedoch, dass Springer seinen Touristenzentrumsplan mit falschen Mitteln umzusetzen versucht: Er will seine Männer die Insel im Wörthersee einfach besetzen lassen. Und so schickt Himmelreich seine Freunde, darunter den Fotografen Rainer, zuerst auf die Insel, wo es schließlich zu Auseinandersetzungen beider Parteien kommt. Am Ende gewinnt Springer die Bürgermeisterwahl, wird jedoch vom Bischof überzeugt, dem Bau eines Waisenhauses auf der Insel zuzustimmen – nur so kann man schließlich die Wähler für eine mögliche Wahl in den Landtag gewinnen.

## Produktion
Der Film wurde in dreiwöchiger Drehzeit in Klagenfurt am Wörthersee gedreht. Die Erstaufführung von Immer Ärger mit Hochwürden fand am 12. Oktober 1972 in München (Gloria-Palast) statt.
Chris Roberts singt im Film den Schlager Love Me (Musik: Werner Twardy, Text: Lilibert).

## Kritiken
Das Lexikon des internationalen Films bezeichnete Immer Ärger mit Hochwürden als „mäßig spaßige Unterhaltung in vager Anlehnung an die ‚Don Camillo und Peppone‘-Serie.“
Filmecho/Filmwoche fand, Regisseur-Autor Harald Vock habe den heißen Kampf der Rivalen „durch Kameraschnickschnack und zuweilen ganz putzige Dialoge“ kräftig aufgegagt. „Man darf Hochwürden nach den ersten beiden Folgen ein langes, fröhliches Filmleben prophezeien für alle, die Spaß haben am turbulenten Kleinstadt-Alltag des klerikalen Pfiffikus mit dem sonnigen Kindergemüt.“